# Paracyklotozaur
Paracyklotozaur (Paracyclotosaurus) – płaz z rzędu temnospondyli, żyjący w środkowym triasie (około 235 milionów lat temu). Pomimo że zwierzę przystosowane było do życia na suchym lądzie, większość swego życia spędzało zapewne w wodzie. Żywił się prawdopodobnie rybami. Przypuszcza się, że zaczajał się na nie na dnie zbiornika, po czym unosił głowę i otwierając paszczę, zasysał łup. Technika ta stosowana jest obecnie na przykład przez krokodyle.

## Czas występowania
Środkowy trias (235 milionów lat temu)

## Miejsce występowania
Znaleziono szczątki na terenie dzisiejszych Sydney, Indii i Południowej Afryki, które wchodziły w skład superkontynentu Gondwana.

## Wymiary
Szacuje się, że było to zwierzę mierzące 2-2,5 metra.